# Indolizine
Indolizine is een heterocyclische organische verbinding met als brutoformule C8H7N. Het is een isomeer van indool; het heterogeen stikstofatoom staat nu op de ringverknopingspositie.